# Susanna (Händel)

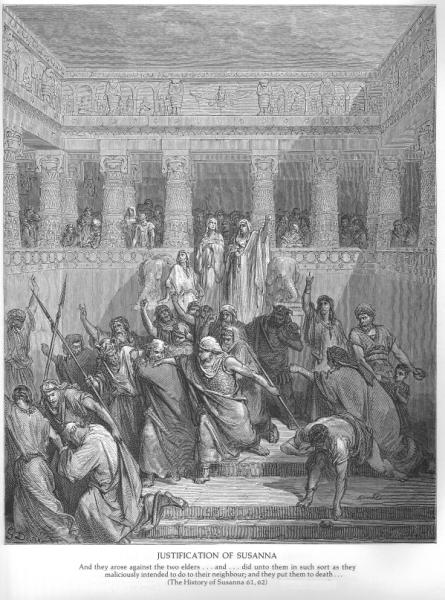
El profeta Daniel salvant Susanna, per Gustave Doré

Susanna HWV 66 és un oratori de Georg Friedrich Händel. El llibret fou atribuït a Newburgh Hamilton però actualment es creu que fou escrit pel poeta i dramaturg Moses Mendes (mort el 1758). es basa en la història apòcrifa recollida en el Llibre de Susanna. Händel va compondre la música l'estiu de 1748 i va estrenar l'obra la següent temporada, el 10 de febrer de 1749.
El tretzè capítol del Llibre de Daniel, considerat apòcrif en la tradició protestant, explica que, durant la captivitat dels jueus a Babilònia, una jove virtuosa fou acusada falsament de promiscuïtat sexual per dos ancians de la comunitat que s'havien volgut relacionar amb ella. El profeta Daniel va mostrar que els dos ancians eren uns mentiders i va reivindicar Susanna.

## Context històric i anàlisi
Després d'una sèrie d'oratoris patriòtics en llengua anglesa –Judas Maccabaeus i Joshua– on se celebrava la victòria sobre les rebel·lions jacobites, a Susanna Händel usa un estil operístic més lleuger. L'oratori està compost per a una petita orquestra de corda amb oboès i fagots, i trompetes que apareixen només al final de l'obra. Algunes de les peces vocals dels solistes són en un senzill estil propi de la ballad opera anglesa. Hi ha tocs de comèdia en les caracteritzacions musicals dels vells verds, mentre que la fermesa, la puresa i el coratge de l'heroïna Susanna és mostrada de manera molt vital. Destaca especialment l'ària "Crystal streams", cantada per Susanna mentre sospira pel seu marit absent i busca apaivagar la calor de l'estiu banyant-se en un rierol. Els poderosos cors serveixen per a comentar l'acció.

## Argument
Acte 1
Els israelites, a cor, lamenten la seva captivitat. Susanna i el seu marit Joacim canten la seva felicitat en el matrimoni i el pare de Susanna del seu orgull per tenir una esposa model com la seva filla. Joacim ha de sortir de la ciutat durant alguns dies i el seu marit i la seva dona s'acomiaden. Dos vells de la comunitat, ambdós plens de luxúria per la bella Susanna, tenen la intenció de forçar-la durant l'absència del seu marit. El cor comenta que aquesta maldat atraurà la ira del cel.
Acte 2
Joacim, lluny de la seva dona, canta sobre com la troba a faltar. Mentrestant, Susanna, que pateix la calor del sol, també el troba a faltar i busca refrescar-se banyant-se en un rierol del seu jardí. Els dos vells la miren indignats. Es vengen d'ella anunciant a la comunitat que han capturat Susanna tenint sexe il·lícit amb un jove i ordena el seu judici per adulteri. Joacim és informat dels fets per carta i torna a casa indignat.
Acte 3
Susanna és declarada culpable i condemnada a mort. El primer vell fingeix estar molt afectat per aquest resultat. El jove profeta Daniel, poc més que un nen, avança entre la multitud i demana que es pugui interrogar els dos vells per separat. Donen històries contradictòries d'on van veure Susanna fent sexe il·lícit i Daniel els denuncia com a mentiders. Els vells són condemnats a morir executats i Susanna es reuneix amb el seu estimat marit; tots són lloances sobre la virtut i la castedat de Susanna.

## Personatges

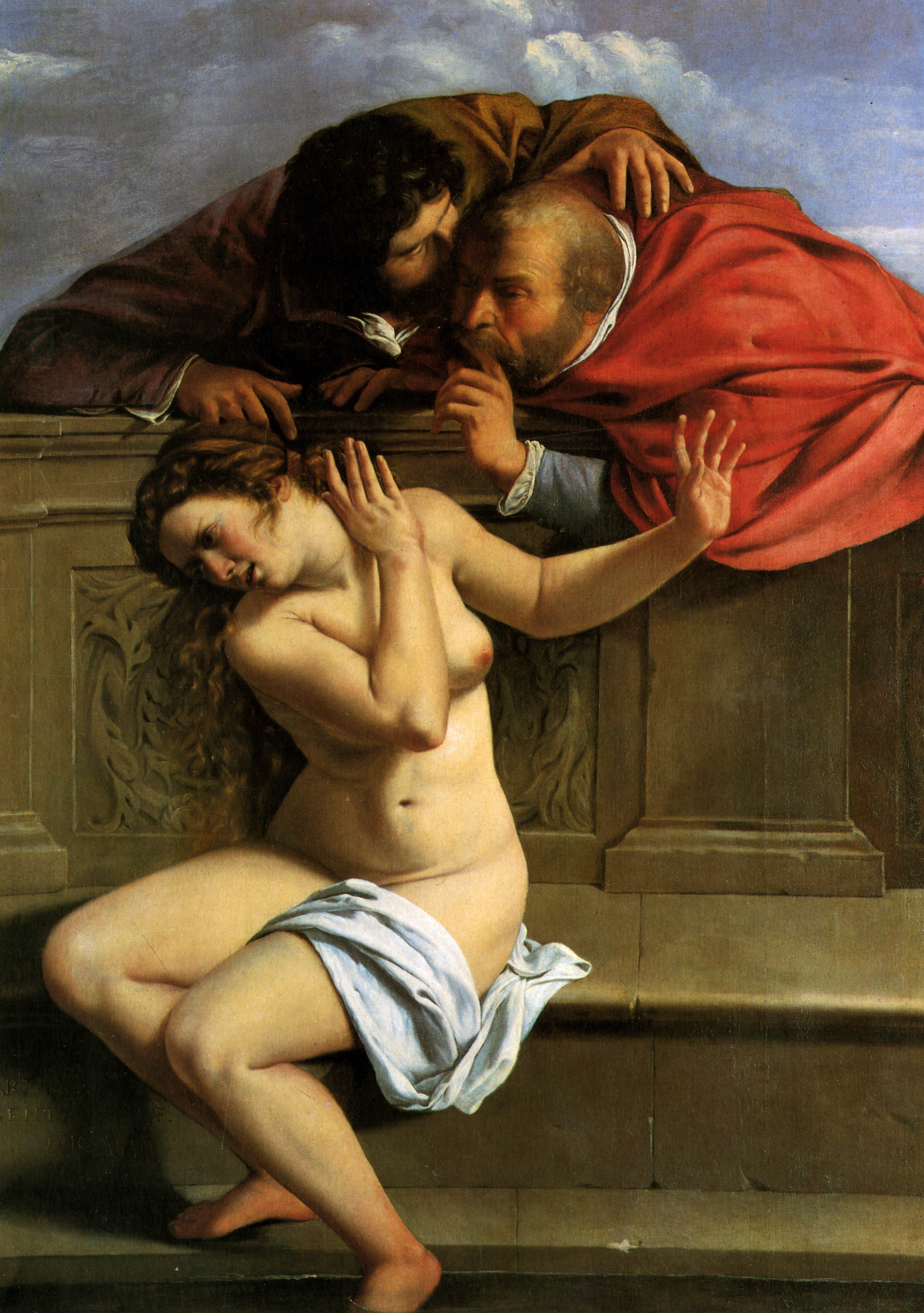
Susanna i els vells per Artemisia Gentileschi

| Personatge            | Veu     | Repartiment de 1749 |
| --------------------- | ------- | ------------------- |
| Susanna               | soprano | Giulia Frasi        |
| Joacim, el seu espòs  | alt     | Caterina Galli      |
| Chelsias, el seu pare | baix    | Thomas Reinhold     |
| Daniel                | soprano |                     |
| Primer ancià          | tenor   | Thomas Lowe         |
| Segon ancià           | baix    | Thomas Reinhold     |
| Jutge                 | baix    |                     |
| Un ajudant            | soprano | Signora Sibilla     |
| Cor d'israelites      |         |                     |
| Cor de babilonis      |         |                     |
| Cor                   |         |                     |

## Enregistrament
- (1989) Lorraine Hunt Lieberson (Susanna), Drew Minter (Joacim), Jill Feldman (Daniel & Attendant), William Parker (Chelsias & Jutge), Jeffrey Thomas (Primer ancià), David Thomas (Segon ancià); U. C. Berkeley Chamber Choir, Philharmonia Baroque Orchestra; Nicholas McGegan (dir.[3][4][5][6]). Harmonia Mundi France HMU 907030.32